# Карахавьяна
Карахавьяна (Karahawyana) — почти исчезнувший язык, на котором говорят в штате Амазонас, около ареала языка вайвай, в Бразилии. Некоторые носители карахавьяна проживают вместе с носителями языка вайвай и другими около ареала хишкарьяна и соответственно говорят на этих языках. Вероятно, что у языка есть карибский диалект.